# Gastein Ladies 2015
Gastein Ladies 2015, oficiálně se jménem sponzora Nürnberger Gastein Ladies 2015, byl tenisový turnaj pořádaný jako součást ženského okruhu WTA Tour, který se hrál na otevřených antukových dvorcích místního oddílu. Konal se mezi 20. až 26. červencem 2015 v rakouském lázeňském městě Bad Gastein jako 9. ročník turnaje.
Turnaj s rozpočtem 250 000 dolarů patřil do kategorie WTA International Tournaments. Nejvýše nasazenou hráčkou ve dvouhře se stala světová dvanáctka Sara Erraniová z Itálie, která v semifinále podlehla krajance Knappové. Vítězství si odvezla australská turnajová dvojka Samantha Stosurová. Deblovou sotěž vyhrála černohorsko-lichtenštejnská dvojice Danka Kovinićová a Stephanie Vogtová.

## Distribuce bodů a finančních odměn

### Distribuce bodů
| Soutěž  | vítězky | finalistky | semifinalistky | čtvrtfinalistky | 16 v kole | 32 v kole | Q  | Q3 | Q2 | Q1 |
| ------- | ------- | ---------- | -------------- | --------------- | --------- | --------- | -- | -- | -- | -- |
| dvouhra | 280     | 180        | 110            | 60              | 30        | 1         | 18 | 14 | 10 | 1  |
| čtyřhra | 280     | 180        | 110            | 60              | 1         | —         | —  | —  | —  | —  |

### Finanční odměny
| Soutěž                                | vítězky | finalistky | semifinalistky | čtvrtfinalistky | 16 v kole | 32 v kole | Q2   | Q1   |
| ------------------------------------- | ------- | ---------- | -------------- | --------------- | --------- | --------- | ---- | ---- |
| dvouhra                               | $43 000 | $21 400    | $11 300        | $5 900          | $3 310    | $1 925    | $730 | $530 |
| čtyřhra                               | $12 300 | $6 400     | $3 435         | $1 820          | $960      | —         | —    | —    |
| částky ve čtyřhře jsou uváděny na pár |         |            |                |                 |           |           |      |      |

## Ženská dvouhra

### Nasazení
| Stát                             | Hráčka                    | WTA | Nasazení |
| -------------------------------- | ------------------------- | --- | -------- |
| Itálie                           | Sara Erraniová            | 20. | 1.       |
| Austrálie                        | Samantha Stosurová        | 22. | 2.       |
| Itálie                           | Karin Knappová            | 43. | 3.       |
| Německo                          | Carina Witthöftová        | 50. | 4.       |
| Česko                            | Lucie Hradecká            | 55. | 5.       |
| Německo                          | Julia Görgesová           | 57. | 5.       |
| Slovensko                        | Anna Karolína Schmiedlová | 60. | 7.       |
| Česko                            | Kateřina Siniaková        | 65. | 8.       |
| Žebříček WTA k 13. červenci 2015 |                           |     |          |

### Jiné formy účasti
Následující hráčky obdržely divokou kartu do hlavní soutěže:
- Barbara Haasová
- Patricia Mayrová-Achleitnerová
- Tamira Paszeková

Následující hráčky postoupily do hlavní soutěže z kvalifikace:
- Ana Bogdanová
- Darja Kasatkinová
- Petra Martićová
- Aljaksandra Sasnovičová
- Anastasija Sevastovová
- Maryna Zanevská
  -  Richèl Hogenkampová – jako šťastná poražená
  -  Risa Ozakiová – jako šťastná poražená

### Odhlášení
před zahájením turnaje
- Jana Čepelová → nahradila ji Risa Ozakiová
- Kaia Kanepiová → nahradila ji Tímea Babosová
- Tatjana Mariová → nahradila ji Anna-Lena Friedsamová
- Christina McHaleová → nahradila ji Danka Kovinićová
- Julia Putincevová → nahradila ji Richèl Hogenkampová
- Tereza Smitková →rnahradila ji Stefanie Vögeleová

### Skrečování
- Anna-Lena Friedsamová
- Andreea Mituová
- Teliana Pereirová

## Ženská čtyřhra

### Nasazení
| Stát                                                                          | Hráčka              | Stát    | Hráčka               | WTA  | Nasazení |
| ----------------------------------------------------------------------------- | ------------------- | ------- | -------------------- | ---- | -------- |
| Španělsko                                                                     | Lara Arruabarrenová | Česko   | Lucie Hradecká       | 66.  | 1.       |
| Polsko                                                                        | Alicja Rosolská     | Německo | Laura Siegemundová   | 122. | 2.       |
| Slovinsko                                                                     | Andreja Klepačová   | Srbsko  | Aleksandra Krunićová | 133. | 3.       |
| Slovensko                                                                     | Janette Husárová    | Česko   | Kateřina Siniaková   | 133. | 4.       |
| Žebříček WTA k 13. červenci 2015; číslo je součtem umístění obou členek páru. |                     |         |                      |      |          |

### Jiné formy účasti
Následující páry obdržely divokou kartu do hlavní soutěže:
- Annika Becková /  Tamira Paszeková
- Barbara Haasová /  Patricia Mayrová-Achleitnerová

### Odhlášení
před zahájením turnaje
- Kateřina Siniaková

## Přehled finále

### Ženská dvouhra
- Samantha Stosurová vs.  Karin Knappová, 3–6, 7–6(7–3), 6–2

### Ženská čtyřhra
- Danka Kovinićová /  Stephanie Vogtová vs.  Lara Arruabarrenová /  Lucie Hradecká, 4–6, 6–3, [10–3]